# Naissance en 1376
Naissance
- 1372
- 1373
- 1374
- 1375
- 1376
- 1377
- 1378
- 1379
- 1380

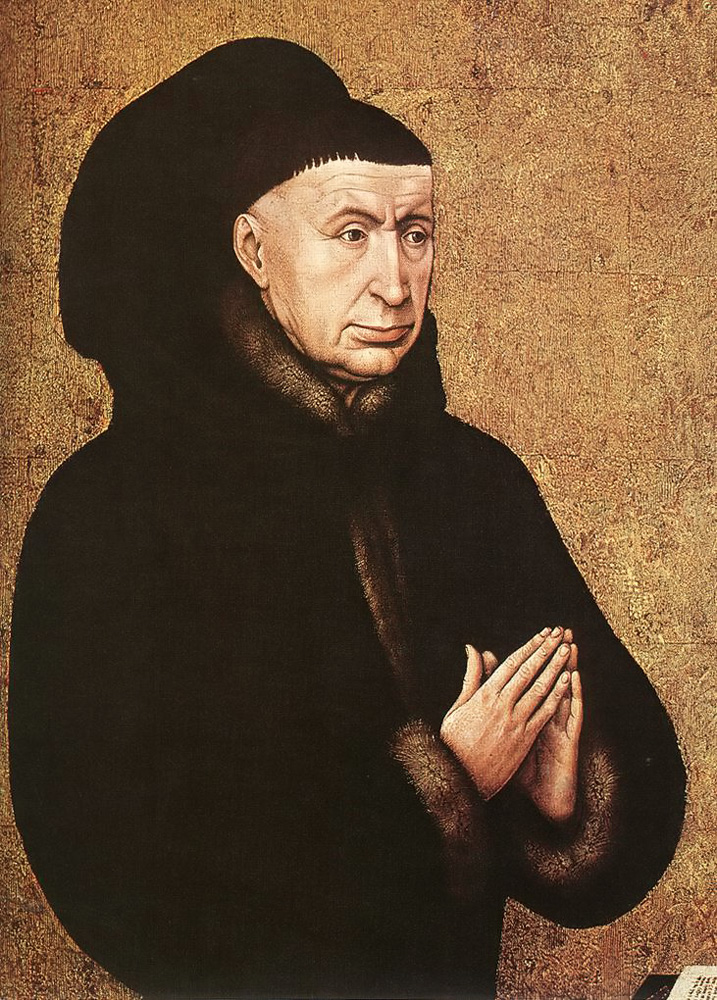
Nicolas Rolin, né en 1376.

Cette page dresse une liste de personnalités nées au cours de l'année 1376  :
- 10 décembre : Edmond Mortimer, noble anglais qui a joué un rôle important dans la révolte d'Owain Glyndŵr et de la famille Percy.

- Giovanni Aurispa, humaniste italien.
- Li Changqi, écrivain chinois.
- Marie Ire d'Auvergne, comtesse d'Auvergne et comtesse de Boulogne.
- Sophie de Bavière, reine consort de Bohême et de Germanie.
- Louis Ier de Bourbon-Vendôme, comte de Vendôme.
- Philippe de Coetquis, évêque de Saint-Pol-de-Léon, archevêque de Tours puis cardinal.
- Yusuf III de Grenade, treizième émir nasride de Grenade.
- Marguerite de Wittelsbach, duchesse de Lorraine.
- Lorenzo di Niccolò Gerini, peintre italien de l'école florentine.
- Song Hui-gyeong, érudit et fonctionnaire de la dynastie Joseon de Corée.
- Gérard Machet, cardinal français.

date incertaine (vers 1376)
- Nicolas Rolin, seigneur d'Authumes, d'Aymeries, de Raismes, de Rugny, 20e vidame de Châlons.

## Crédit d'auteurs
- Cet article est partiellement ou en totalité issu de l'article intitulé « 1376 » (voir la liste des auteurs).